# Monumento a Taras Ševčenko
Il Monumento a Taras Ševčenko (in ucraino Пам'ятник Тарасові Шевченку?; in russo Памятник Тарасу Шевченко?) si trova nel parco Ševčenko a Kiev, in Ucraina.

## Storia

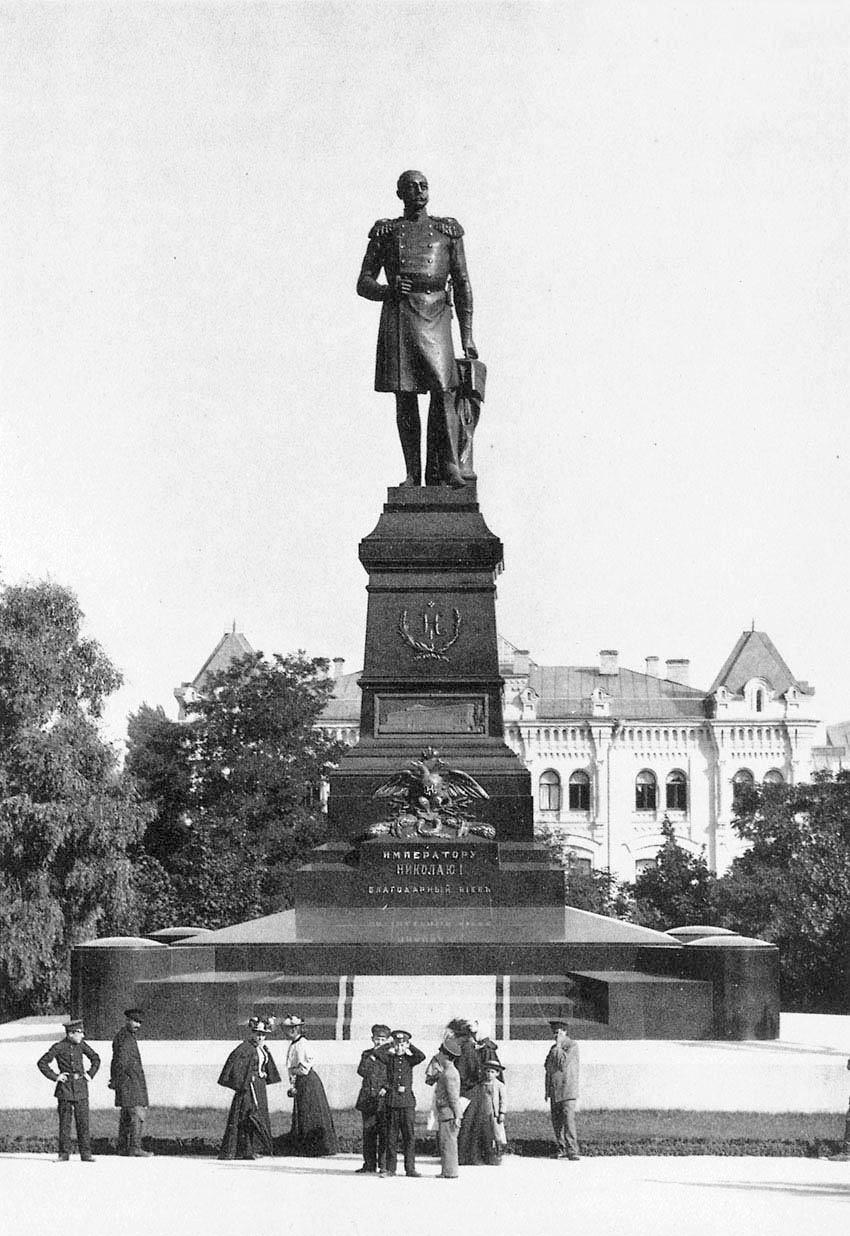
Monumento allo zar Nicola II di Russia presente in precedenza sul sito e abbattuto nel 1920

Il monumento venne inaugurato il 6 marzo del 1939 (125º anniversario della nascita del poeta) nel parco Ševčenko di fronte alla sede dell'Università nazionale Taras Ševčenko di Kiev. Sostituì il monumento allo zar Nicola II di Russia, fondatore dell'allora Università imperiale di Kiev di San Vladimir che era stato scolpito dello scultore Wladimir Nikolajewitsch Nikolajew e si trovava sullo stesso sito dal 1893.
Nel 1920 i bolscevichi avevano abbattuto quella statua e l'avevano fatta fondere.
Secondo il progetto iniziale la statua avrebbe dovuto essere diversa, maggiormente espressiva e anche il piedistallo avrebbe dovuto essere arricchito di un bassorilievo. Questa prima idea venne bloccata dalle autorità sovietiche che temevano vi potessero essere richiami alle proteste dei contadini ucraini degli anni trenta, e quindi legate all'Holodomor.
Lo scultore Matvey Manizer fu così costretto a semplificare il monumento che poi venne fuso a Leningrado.

## Descrizione
Il monumento è costituito da una statua in bronzo posta su un piedistallo di granito a forma di prisma e vi si accede da una scalinata con cinque gradini dall'ingresso principale al parco.

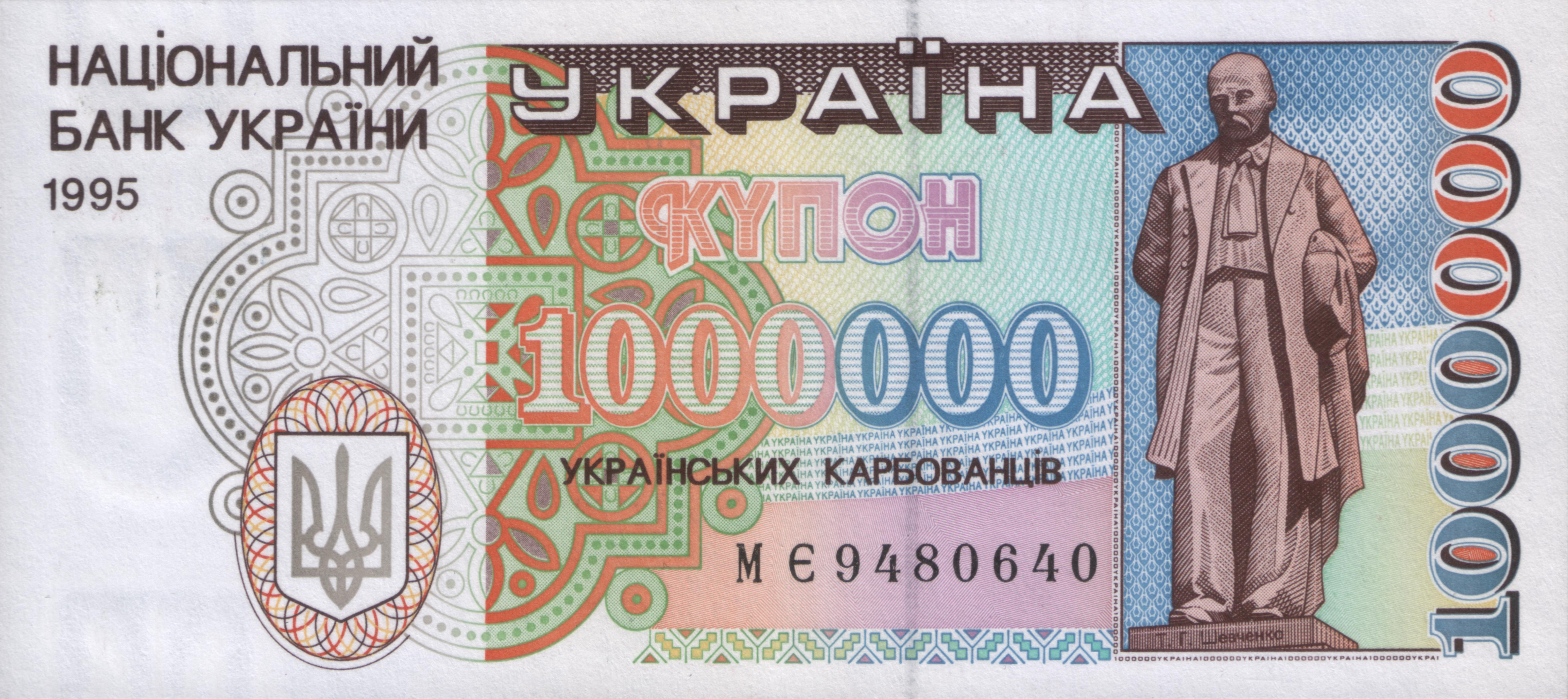
Banconota emessa dalla Banca Nazionale dell'Ucraina nel 1995

## Nella cultura di massa
- Nel 1995 la Banca Nazionale dell'Ucraina ha emesso una banconota commemorativa con l'immagine del monumento.